# Vivianne Crowley

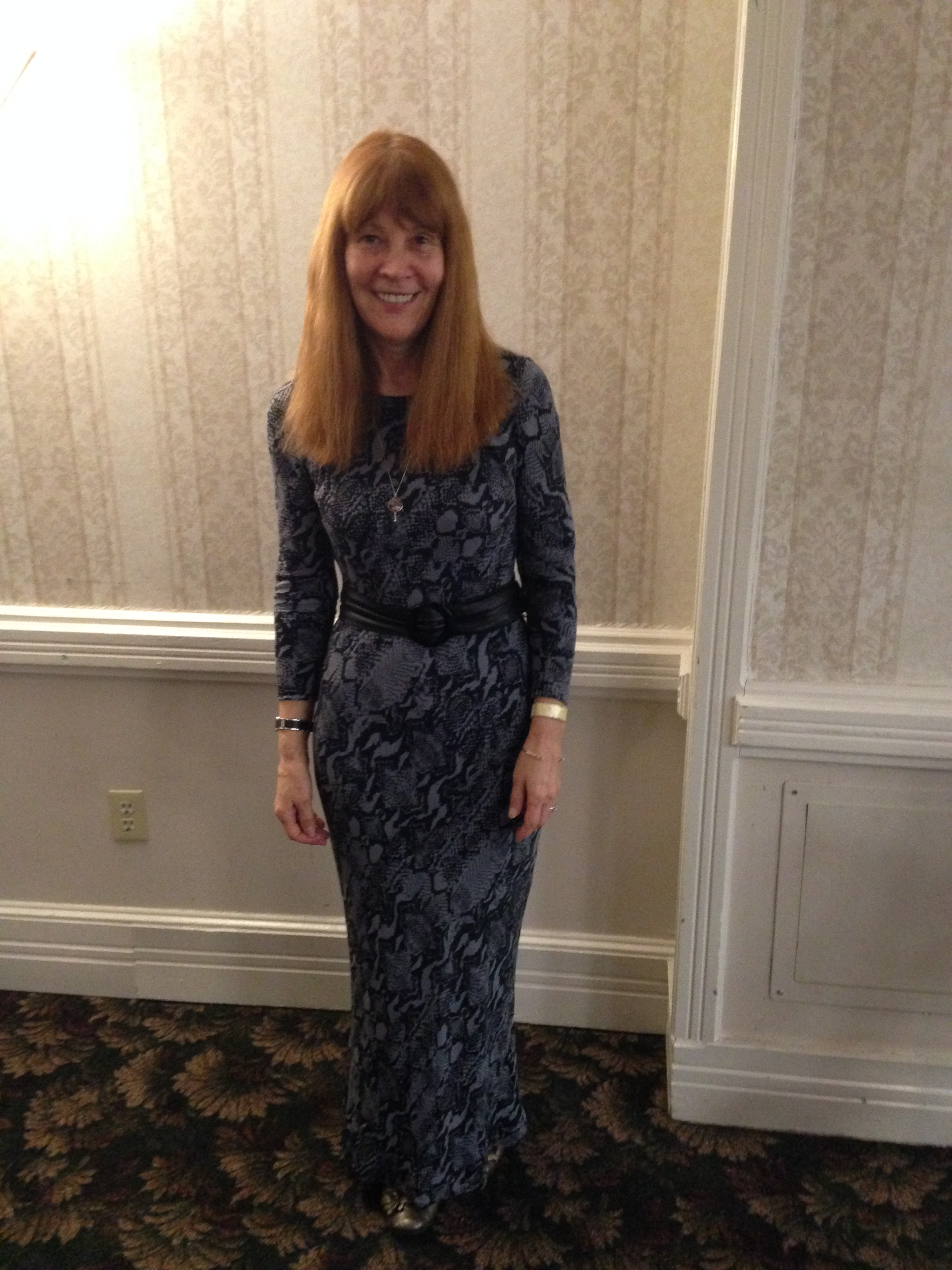
Vivianne Crowley

Vivianne Crowley ist eine britische Autorin, Dozentin, Psychologin und Hohepriesterin und Mitbegründerin der Wicca-Religion irischer Herkunft.

## Biographie
Crowley, aufgewachsen in New Forest, Hampshire, wurde  von Alex Sanders, dem Gründer der alexandrinischen Tradition der Wicca, in den Londoner Coven (englisch für Hexenzirkel) eingeführt. Sie wurde jedoch später in den Gardnerian Coven von Madge Worthington initiiert. Crowley gründete 1988 in London die Wicca-Study-Group und wurde im selben Jahr zur Sekretärin der Pagan Federation ernannt.
Im Jahr 1989 erschien Crowleys erstes Buch Wicca: The Old Religion in the New Age (deutsch: Wicca: Die alte Religion im Neuen Zeitalter). 1996 wurde es in Wicca: The Old Religion in the New Millennium umbenannt. Es folgten diverse andere Veröffentlichungen.
Crowley studierte Psychologie und promovierte an der Universität London. Sie lehrt als Dozentin Analytische Psychologie am King’s College in London. Außerdem hat sie einen Lehrstuhl am Union Institute in Cincinnati, Ohio.

## Werke (Auswahl)
- Wicca: Die alte Religion im neuen Zeitalter. Edition Ananael, 2004, ISBN 978-3-901134-04-3.
- Phoenix aus der Flamme: Heidnische Spiritualität in der westlichen Welt. Edition Ananael, 1995, ISBN 978-3-901134-08-1.
- Phoenix from the Flame: Pagan Spirituality in the Western World. Element Books, 1994, ISBN 978-1-85538-161-2.
- Principles of Paganism. Thorsons Publishers (Reissue edition), 1996, ISBN 978-1-85538-507-8.
- Principles of Wicca. Thorsons Publishers, 1998, ISBN 978-0-7225-3451-9.
- Principles of Jungian Spirituality: The Only Instruction You'll Ever Need. Thorsons Publishers, 1998, ISBN 978-0-7225-3578-3.
- Celtic Wisdom: Seasonal Festivals and Rituals. Sterling Pub Co Inc, 1998, ISBN 978-0-8069-7056-1.